# Submersed
Submersed – amerykański zespół hardrockowy.
Grupa Submersed powstała w 2002 roku w Stephenville, w Teksasie, z inicjatywy wokalisty Donalda Carpentera, basisty Kelana Lukera i gitarzysty TJ Davisa. Wszyscy trzej panowie znali się z liceum i przed założeniem Submersed nie udzielali się w żadnych innych kapelach. Zaraz po swoich pierwszych garażowych próbach udało im się nająć do współpracy managera, którego głównym atutem -jak się miało okazać- była znajomość Marka Tremontiego, ex-gitarzysty zespołu Creed (obecnie Alter Bridge).
Wkrótce twórczość zespołu Submersed dotarła do uszu Marka Tremontiego, który dowiedziawszy się o tym, że grupa planuje zatrudnić kolejnego gitarzystę zaoferował swoją pomoc. Polecił pewnego obiecującego się gitarmena z Florydy – Erica Friedmana. Mark poznał go w roku 1999. Eric jako gitarzysta, zafascynowany był bluesem, a do jego idoli zaliczali się B.B. King, Kenny Wayne Shepherd, Stevie Ray Vaughan i Steve Vai. Prawdopodobnie jego kariera muzyczna potoczyła by się właśnie w tym kierunku, gdyby w pewnym momencie swojego życia nie odkrył albumu ‘Human Clay’ zespołu Creed, którego gitarowość absolutnie go urzekła i zainspirowała. Zapragnął wtedy tworzyć nowoczesną muzykę rockową. Na wieść od Marka o możliwości posady w modern-rockowym zespole Submersed, Eric nie zastanawiając się długo przyjął propozycję i dwie godziny później był już w drodze na przesłuchanie.
Między Erikiem i resztą zespołu od razu nawiązała się nić porozumienia. W ciągu pięciu dni napisali wspólnie sześć kawałków. Podpatrujący poczynania Submersed Mark Tremonti stwierdził, że ich materiał jest na tyle dobry, by mogli starać się o kontrakt płytowy w Wind-Up Records. Kilka dni później chłopaki mieli już go w kieszeni. „Byłem dopiero piąty dzień w zespole, a już mieliśmy podpisany kontrakt płytowy. To było szalone! Absolutnie surrealistyczne doświadczenie.” – wspomina Eric. Prace nad debiutanckim wydawnictwem wyznaczono na styczeń 2003 roku. Submersed istnieli dopiero pół roku...
Ku uciesze całej grupy współproducentem albumu został sam Mark Tremonti. „To było jak spełnienie marzeń. Dosłownie śniłem o tym, by Tremonti wyprodukował dla mnie album. I o to jest, siedzi za konsoletą i pomaga w nagrywaniu naszej płyty” – mówi Eric. Przy pracach nad albumem ‘In Due Time’ pomagali również producenci Kirk Kelsey i Don Gilmore. Do składu dokooptowany został na stałe perkusista Garrett Whitlock. Większość tekstów została napisana przez Donalda, ale każdy z członków przyczynił się do twórczego procesu powstawania materiału na płytę.
Album ‘In Due Time’ ukazał się 28 września 2004 roku. Miesiąc wcześniej do stacji radiowych trafił singiel ‘Hollow’. W ramach promocji debiutanckiego krążka Submersed ruszyli w trasę koncertową u boku nowej kapeli Marka Tremontiego – zespołu Alter Bridge.
Po utracie Ericka zajął się nimi producent Rick Beato. Po wydaniu następnego krążka Immortal Verses zespół się rozpadł.
Donald Carpenter, Garret Whitlock, i Mike Moye stworzyli nowy zespół, Million Man Army.

## Skład
- Donald Carpenter – wokal
- Justin Finley – gitara
- TJ Davis – gitara
- Kelan Luker – gitara basowa
- Garrett Whitlock – perkusja

## Byli członkowie
- Aaron Young – gitara prowadząca
- Eric Friedman – gitara prowadząca
- Josh Hissem – perkusja

## Dyskografia
- In Due Time (2004)
- Immortal Verses (2007)